# 可克达拉经济技术开发区
可克达拉经济技术开发区，是中华人民共和国新疆维吾尔自治区可克达拉市下属的一个经济技术开发区。

## 行政区划
可克达拉经济技术开发区下辖以下地区：
可克达拉经济技术开发区虚拟社区。